# Alte Pfarrkirche Lech am Arlberg

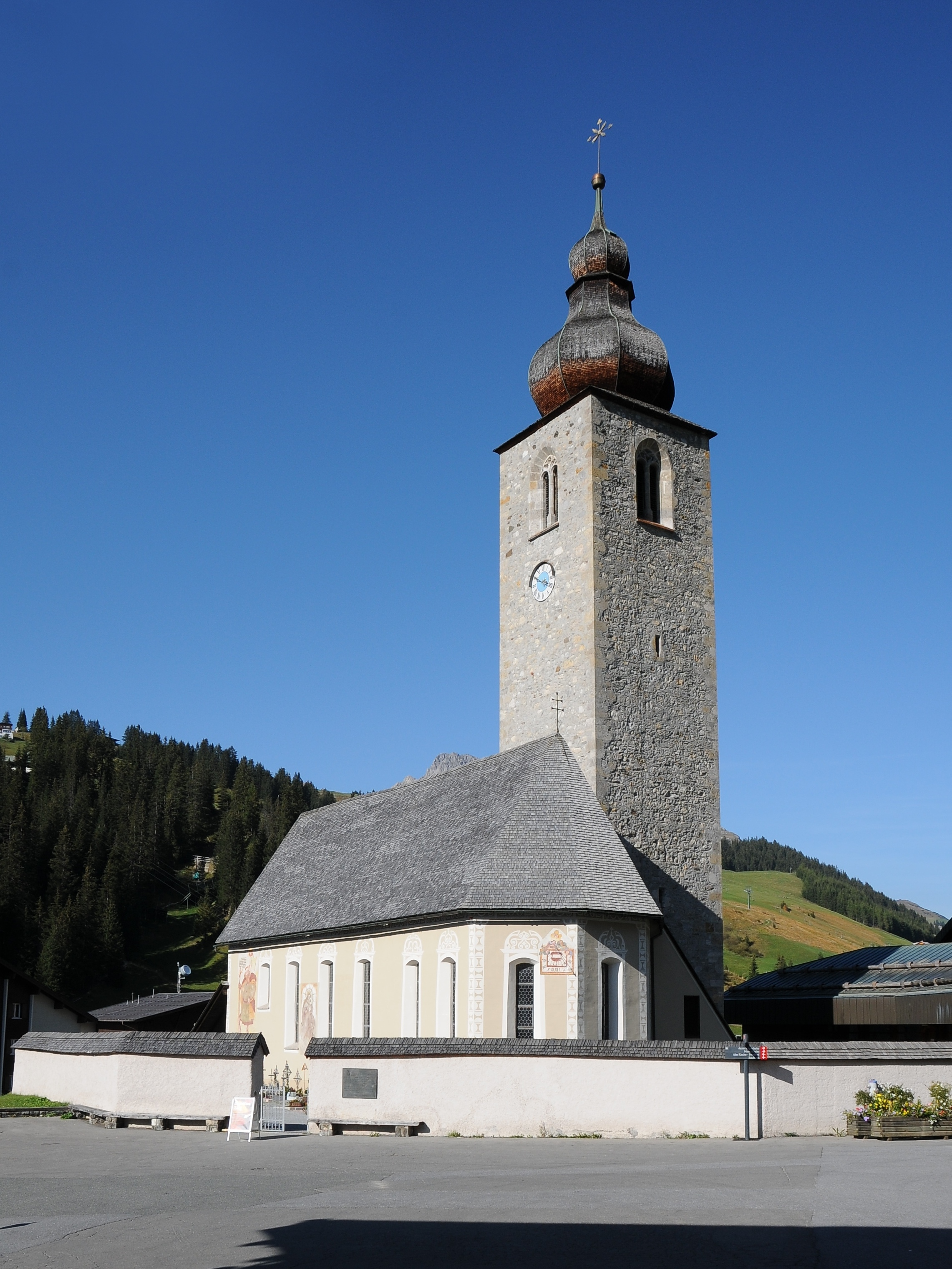
Kath. Pfarrkirche hl. Nikolaus in Lech am Arlberg

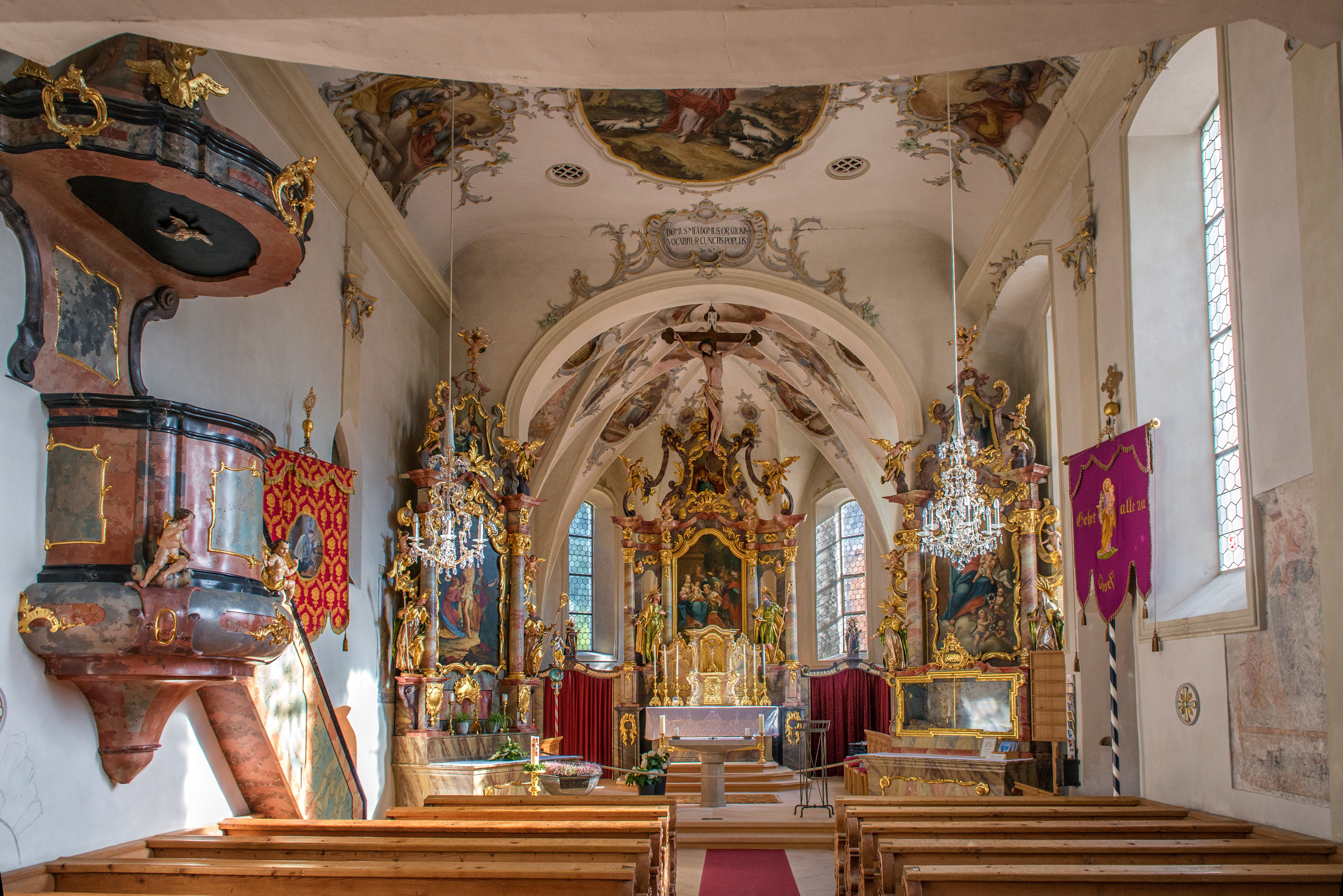
Innenansicht zum Altar

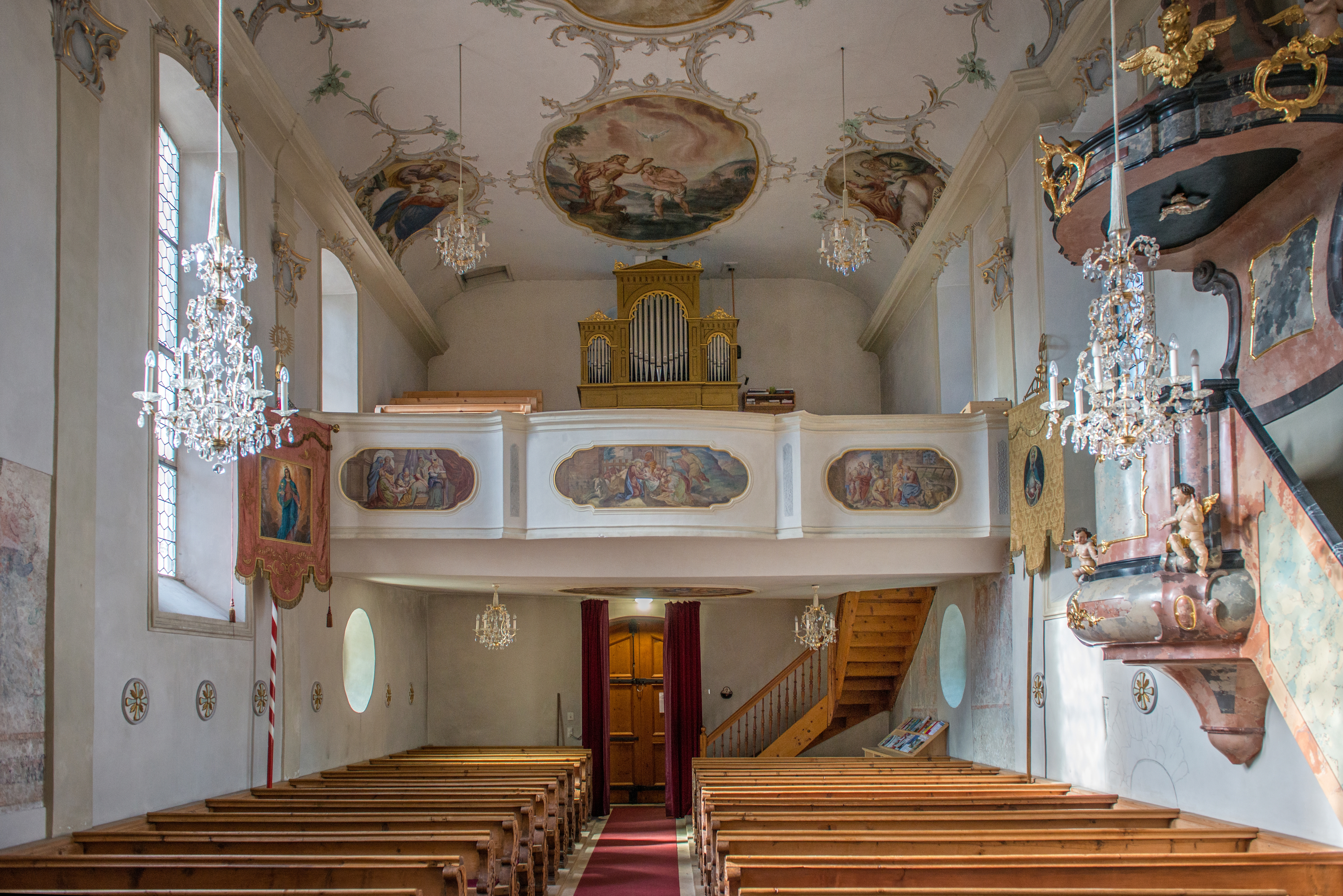
Ansicht der Empore mit der Kirchenorgel

Die römisch-katholische Pfarrkirche Lech am Arlberg steht in der Gemeinde Lech in Vorarlberg. Die Pfarrkirche hl. Nikolaus gehört zum Dekanat Bludenz-Sonnenberg in der Diözese Feldkirch. Die Kirche steht in einer Höhenlage von 1444 Metern und unter Denkmalschutz.

## Geschichte
An der Stelle einer Kapelle wurde 1390 eine Kirche erbaut. Am Ende des 15. Jahrhunderts entstand eine gotische Kirche. Der frühgotische Kirchturm wurde dabei erhalten. 1603 wurde das Langhaus unter Beibehaltung der gotischen Portale neu errichtet. Die Doppelzwiebelhaube wurde 1694 aufgesetzt. 1791 wurde die Kirche stuckiert und renoviert.

## Architektur
Das barocke Langhaus und der gotische Chor stehen unter einem gemeinsamen Satteldach. Die Kirche ist von einem Friedhof umgeben. Der Nordturm trägt eine Doppelzwiebelhaube. Im Westen hat die Kirche ein offenes Vorzeichen mit einem Pultdach bis zur Friedhofsmauer.
Das Langhaus mit Architekturmalereidekor hat Flachbogenfenster. In der Langhaussüdwand ist ein abgefastes Spitzbogenportal mit einem seitlichen Kreisfenster, links ist ein Fresko eines Christophorus von Andreas Mayr (17. Jahrhundert) und eine Maria mit Kind von Julius Wehinger (1933), rechts Schutzengel mit Tobias von Martin Häusle (1933). In der Westfassade befindet sich ein gotisches Spitzbogenportal mit einer dreikehligen Laibung, gekreuzten Rippen und zwei Rundstäben, links ist ein Fresko eines Christophorus (um 1530), rechts zwei Heilige. Der Chor mit einem Dreiachtelschluss hat Spitzbogenfenster und im Südosten eine Sonnenuhr mit dem österreichischen Bindenschild. Der Nordturm (um 1390) besteht aus unverputztem Steinmauerwerk, hat gotische Maßwerkschallöffnungen und eine barocke Zwiebelhaube. Nördlich an Turm und Langhaus ist eine zweigeschoßige Sakristei mit Spitzbogenfenstern, an der  Nordseite des Chores eine zweigeschoßige Sakristei unter einem Pultdach angebaut.
Das Kircheninnere hat im Langhaus ein Flachtonnengewölbe über einem verkröpften Gesims auf schmalen Wandpilastern mit Stuckkapitellen und Flachbogenfenstern. Der zweijochige Chor mit einem Dreiachtelschluss hat ein Netzrippengewölbe auf Konsolen. Die Westempore über einer Flachdecke hat eine geschwungene Brüstung mit den Gemälden ‚Jesus vertreibt die Händler aus dem Tempel‘ ‚die Beschneidung‘ ‚die Anbetung des Kindes‘ und ‚die Anbetung der Könige‘.
Im Chor links sind gotische Fresken: der Tod Mariens, die Krönung Mariens und in den Stichkappen die Geburt Christi und die Himmelfahrt (um 1480).
Weiters gibt es in Langhaus und Chor zahlreiche Fresken in Rokokokartuschen mit Darstellungen von Heiligen von Josef Anton Schuler (1791) mit Stuck von Johann Jakob Ruf (1791).

## Ausstattung
Der Hochaltar mit einem viersäuligen Aufbau und einem offenen, verkröpften Gebälk zeigt das Bild der Anbetung der Könige und im Oberbild den hl. Nikolaus, wohl vom Maler Christian Müller, und trägt die Figuren Josef und Joachim und am Gebälk Engel und Putten und ein Tabernakelkreuz, alle von Josef Klemens Witwer (1791).
Die einmanualige Orgel mit verkürztem Pedal aus der Werkstatt von Anton Behmann stammt von 1891. Fa. Pflüger restaurierte das laut Aussage von Kennern klangschöne Werk.

## Galerie

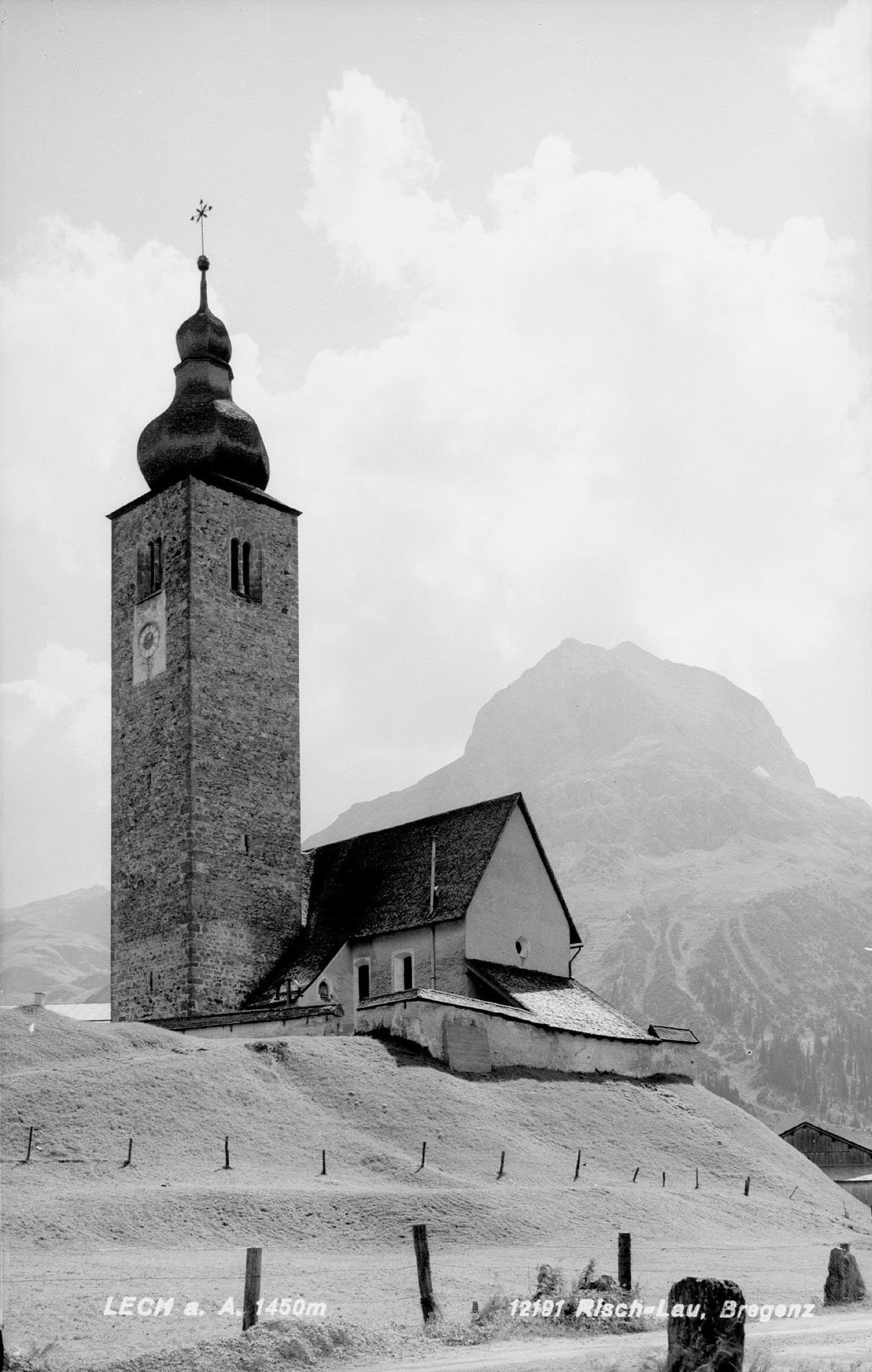
Pfarrkirche Lech am Arlberg im Jahr 1939
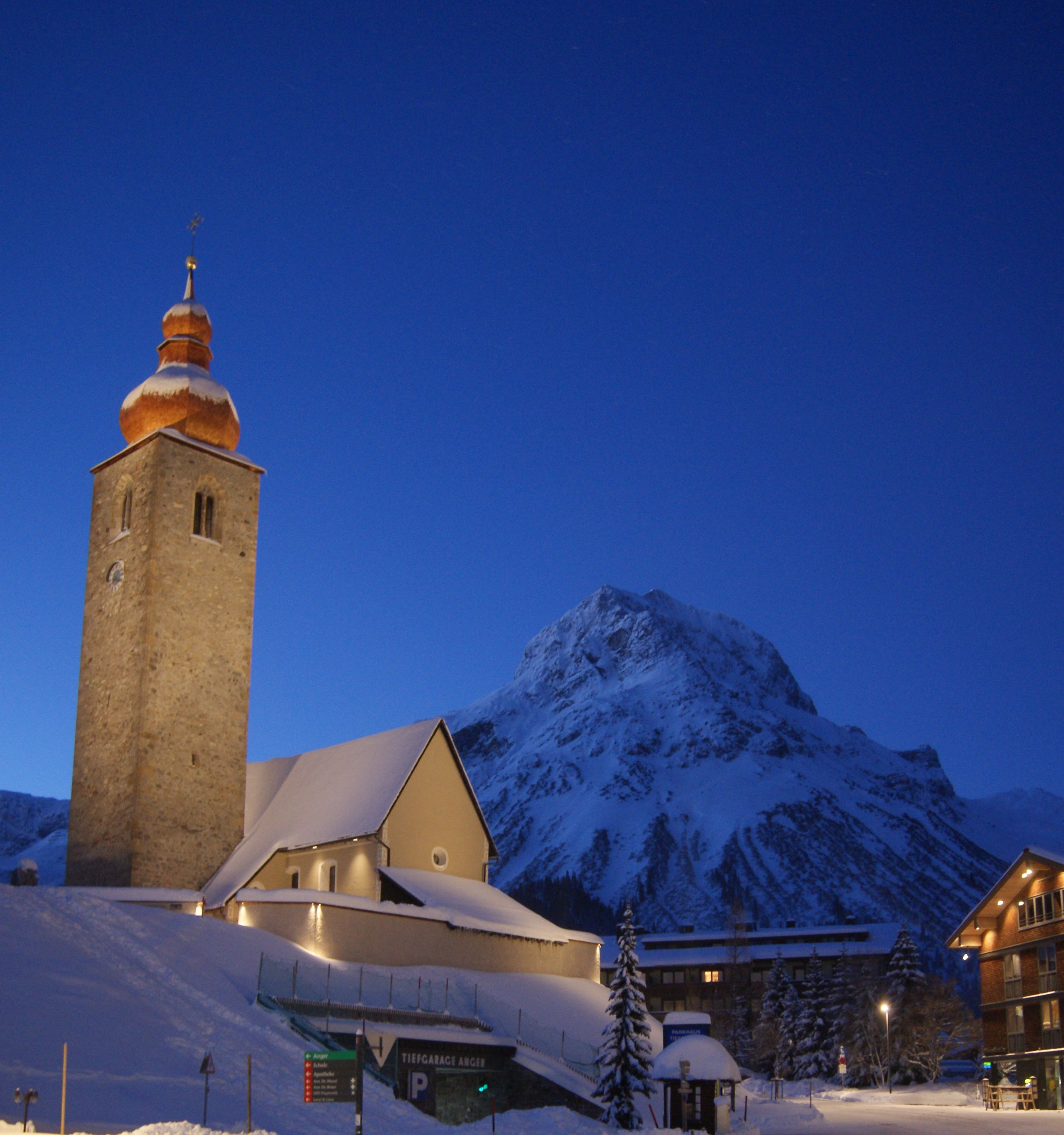
Pfarrkirche Lech am Arlberg im Jahr 2018